# HMS Beagle

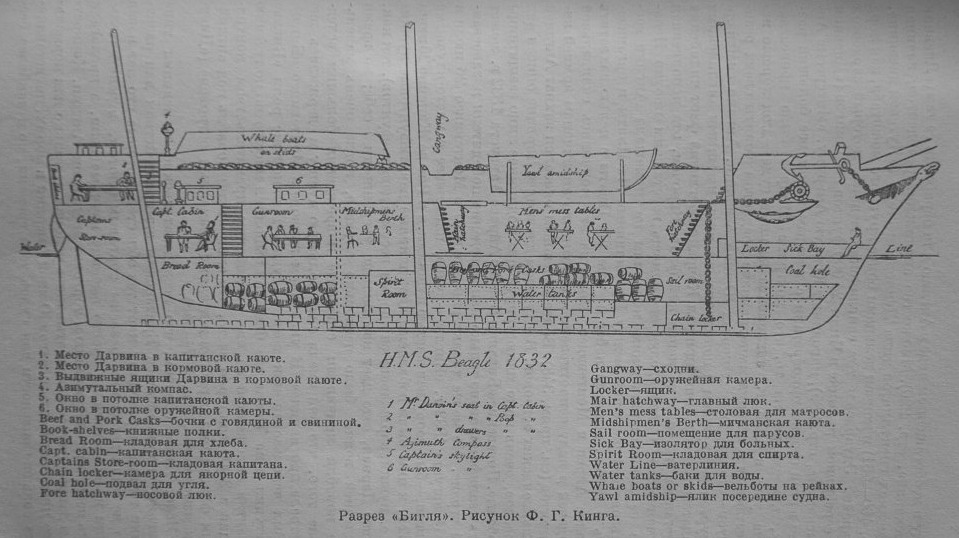
Podélný řez lodí HMS Beagle z roku 1832

HMS Beagle byla desetidělová briga třídy Cherokee patřící Královskému námořnictvu. Pojmenována byla po rase psa, bígl. Spuštěna na vodu byla 11. května 1820 v loděnicích ve Woolwich na řece Temži a její cena byla £7 803.
V červenci téhož roku se zúčastnila přehlídky loďstva při příležitosti korunovace krále Jiřího IV. a jako první z lodí podeplula tehdy nový London Bridge. Po pěti letech nečinnosti, kdy nebyla zapotřebí, byla přestavěna na výzkumnou loď s takeláží barku a vykonala tři expedice.

## První expedice
První expedice v letech 1825–1830 vedla k pobřeží Jižní Ameriky. Loď vyplula pod vedením kapitána Pringlea Stokese, který však cestou zemřel. Během zastávky v Rio de Janeiro byl jmenován nový kapitán Robert FitzRoy. Během této plavby byl objeven kanál průliv Beagle, který byl po lodi Beagle pojmenován.

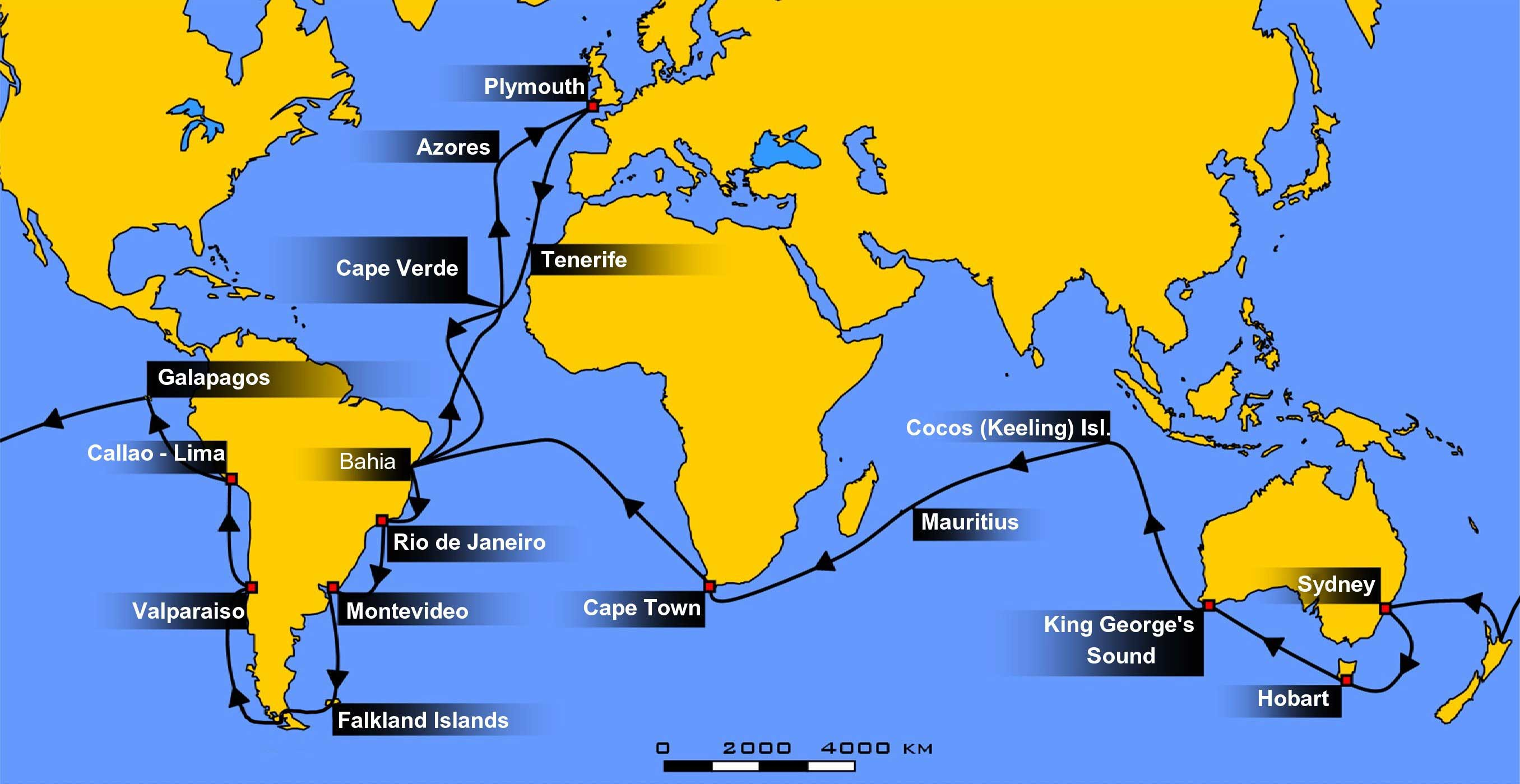
Mapa znázorňující trasu lodi HMS Beagle během druhé expedice

## Druhá expedice
Druhá expedice je nejznámější, protože během ní byl na palubě mladý přírodovědec Charles Darwin, který poznatky získané během plavby využil při psaní svého díla O původu druhů. Před touto plavbou byla HMS Beagle opět přestavěna, aby byla stabilnější. Vyplula 27. prosince 1831 a po plavbě kolem pobřeží Jižní Ameriky, se přes Nový Zéland, Sydney a Kapské Město vrátila 2. října 1836 do Anglie.

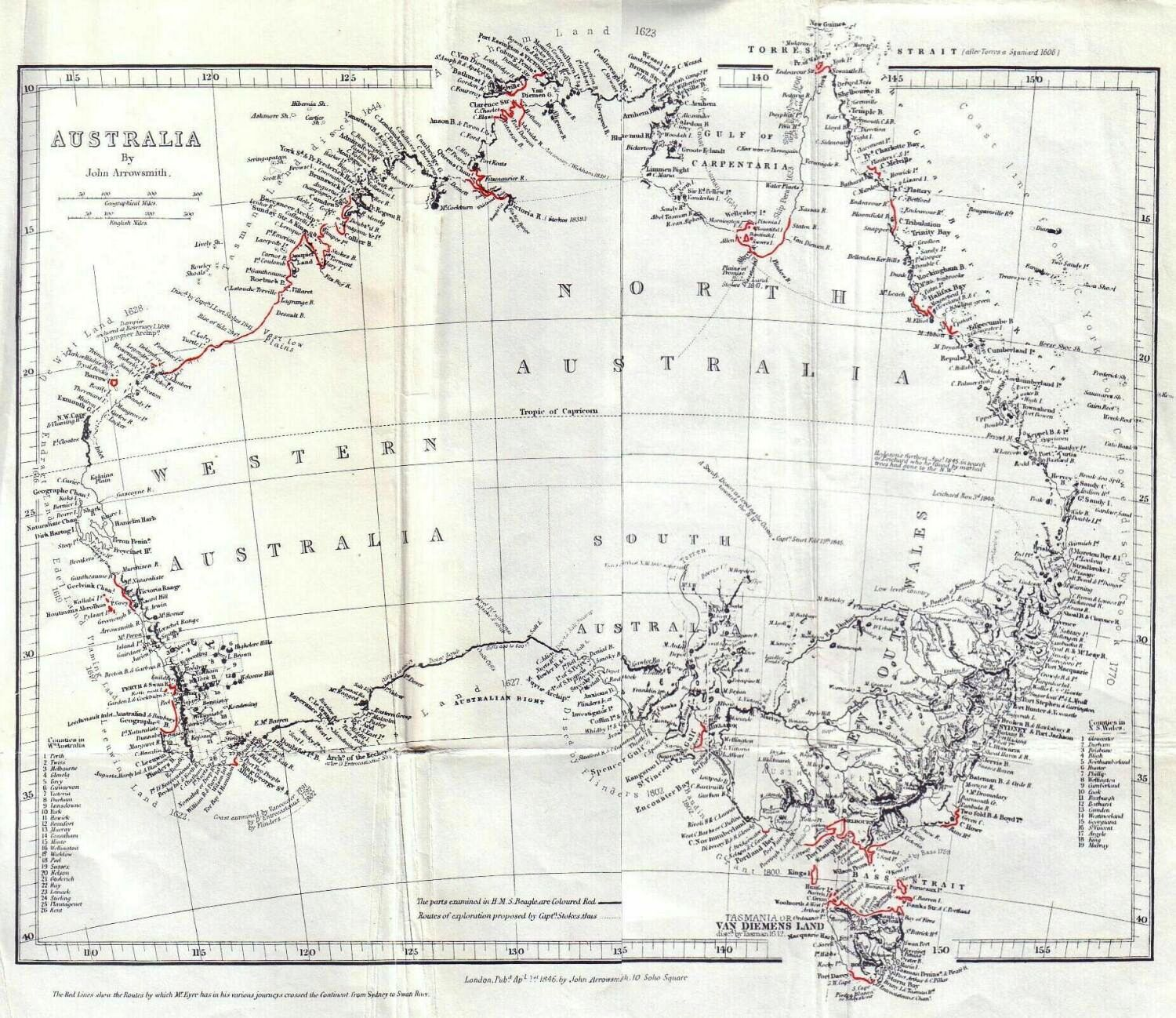
Mapa Austrálie se znázorněním míst, které zmapovala HMS Beagle

## Třetí expedice
O šest měsíců později se HMS Beagle vydala na poslední expedici, která měla za cíl zmapovat pobřeží Austrálie. Lodi velel poručík John Clements Wickham. Loď se do Anglie vrátila v roce 1843.

## Poslední roky
Od roku 1845 sloužila HMS Beagle jako hlídková loď u pobřeží Essexu. V roce 1851 byla pravděpodobně přejmenována na Southend "W.V. No. 7". Vyřazena z provozu byla v roce 1870.